# 雷布霍茲冰原島峰
74°5′S 100°13′W / 74.083°S 100.217°W
雷布霍茲冰原島峰（英語：Rebholz Nunatak），是南極洲的冰原島峰，位於埃爾斯沃思地，處於蒂特斯冰原島峰西北面15公里，美國地質調查局根據測量和該國海軍的空中照片繪入地圖，現時由南極條約體系管理。